# Moisés Hurtado
Moisés Hurtado Pérez, mais conhecido como Moisés Hurtado (Sabadell, 20 de fevereiro de 1981), é um futebolista espanhol que atua como meio-campista do Olympiakos CFP.

## Títulos
Espanyol
- Copa do Rei da Espanha: 2005-06
- Copa da UEFA: 2006-07 (vice-campeão)
- Copa Catalunha: 2006